# ريتشارد كيلبيرن
ريتشارد كيلبيرن (بالإنجليزية: Richard Kilburn)‏ هو عالم رخويات ‏ جنوب أفريقي، ولد في 7 يناير 1942، وتوفي في 26 يوليو 2013.